# Double Trouble (sang)
"Double Trouble" er en komposition af Doc Pomus og Mort Shuman og er indsunget af Elvis Presley. "Double Trouble" er titelnummer til Elvis Presley-filmen Double Trouble fra 1967. Sangen blev indspillet af Elvis i MGM Studios Recording Stage i Hollywood den 29. juni 1966. 
"Double Trouble" blev aldrig udgivet som single, men udkom som et af numrene på filmens soundtrack, som ligeledes hed Double Trouble. Albummet kom på gaden i juni 1967 og havde produktionsnummeret RCA LSP-LPM 3787. (LSP og LPM er RCA's betegnelse for hhv. stereo- eller monoplade, efterfulgt af et løbenummer, som her 3787).
"Double Trouble" er endvidere på CD'en fra 18. juli 1995 Command Performances – The Essential 60's Masters, vol. 2, som er en samling af de bedre af Elvis' filmsange fra 1960'ernes spillefilm.

## Folkene bag sangen
Ved indspilningen af "Double Trouble" deltog en lang række studiemusikere og vokalister, bl.a.:
- Elvis Presley, sang
- Scotty Moore, guitar
- Floyd Cramer, klaver
- D.J. Fontana, trommer
- The Jordanaires, kor